# Croton poomae
Croton poomae är en törelväxtart som beskrevs av Hans-Joachim Esser. Croton poomae ingår i släktet Croton och familjen törelväxter. Inga underarter finns listade i Catalogue of Life.